# Crematogaster ochraceiventris
Crematogaster ochraceiventris är en myrart som beskrevs av Hermann Stitz 1916. Crematogaster ochraceiventris ingår i släktet Crematogaster och familjen myror. Inga underarter finns listade i Catalogue of Life.